# Giacomo Colombo
Diego Colón, conocido también por su nombre en italiano Giacomo Colombo (¿1465?-1513), fue marino y gobernante. Se pensaba que era el hermano menor de Cristóbal Colón hasta que el año 2024, tras un estudio genético, se descubrió que era un familiar de quinto grado. Diego Colón colaboró estrechamente con Cristóbal Colón en sus viajes y descubrimientos al servicio de los Reyes Católicos.

## Biografía
Siendo pariente de Cristóbal Colón, probablemente nació en la república de Génova sobre el año 1465 o 1468.
El origen de la familia de Colón es muy discutido. La hipótesis más seguida es que fue genovés, pero hay otros historiadores que defienden otras procedencias, entre ellas la catalana, la balear, gallega o incluso suiza. Algunas teorías sostienen que la familia Colón era de origen judío. 
En el segundo viaje de Colón a las Indias en 1493, Diego le acompañó y quedó como presidente de un consejo de gobierno en La Española. Poco después el hermano de Cristóbal, Bartolomé, arribaría también a La Española eclipsando la figura de Diego.
En 1495 realizó un viaje a España para hacerse oír ante los reyes y contrarrestar de este modo los rumores y habladurías que ya estaban llegando desde el Nuevo Mundo. Cinco años después, siendo gobernador de Santo Domingo recibió a Francisco de Bobadilla y percibió los problemas que llevarían a la destitución del Almirante como virrey de las nuevas tierras. Bobadilla capturó a todos los Colón y los envió a la metrópoli.
Los reyes le concedieron el 8 de febrero de 1504 una carta de naturalización en la que le decían; 

para que podáis haber e hayáis cualesquier dignidades e beneficios eclesiásticos

 y parece ser que la intención de sus parientes era que Diego acabara ocupando un cargo eclesiástico. Esa pretensión no llegó a realizarse. 
En 1509 volvió a la isla de La Española con el que sería nuevo gobernador, su tocayo y pariente Diego Colón, el hijo de Cristóbal. Allí residió hasta que por motivo de la muerte de Bartolomé Colón en 1514 se vio obligado a volver a España para hacerse cargo de la herencia; ya regresaría a las Indias. Un año después, el 21 de febrero de 1515, Diego Colón falleció en Sevilla, dejando como albacea de su testamento al mercader florentino Simón Verde. Fue enterrado en la capilla de Santa Ana del Monasterio de la Cartuja, según la última voluntad recogida por Verde.

## Hallazgo, estudio y desaparición de los restos

### Hallazgo
En el siglo XIX el monasterio de la Cartuja, desamortizado y comprado por el empresario Charles Pickman, se convirtió en una fábrica de cerámica. En 1930 se descubrió allí por casualidad la cripta subterránea en la que había sido enterrado Diego Colón. En 1950 se exhumaron los restos y fueron enviados a Madrid para su estudio forense y antropológico. En este viaje desaparecieron el cráneo y la mandíbula. Según la legislación de la época, los restos pasaron a ser propiedad del descubridor, la empresa La Cartuja-Pickman.
En las décadas siguientes los huesos fueron custodiados por la empresa en varias sedes y trasladados finalmente a la nueva fábrica de Salteras. En 2002 se encontraban enterrados en el jardín en una caja de zinc, anegada de agua.

### Las pruebas de ADN
Para intentar resolver el dilema de las tumbas de Cristóbal Colón, por existir dos tumbas atribuidas, una en Santo Domingo y otra en Sevilla, se ha procedido a efectuar diversos análisis de ADN comparando los restos humanos que contienen la tumba de la catedral de Sevilla con los de su pretendido hermano menor Diego. El 17 de septiembre de 2002 el historiador Marcial Castro Sánchez rescató los restos de Diego de los jardines de la fábrica Pickman y el 2 de junio de 2003 se trasladaron a la Facultad de Medicina de Granada para su estudio, junto con los huesos de su hermano Cristóbal y su sobrino Hernando Colón.
De dichos estudios, llevados a cabo por el Laboratorio de Antropología Física de la Universidad de Granada (UGR), se desprende que Diego Colón 

estaba muy enfermo, poseía unas condiciones físicas lamentables, por lo que probablemente no acompañara al Almirante en su último viaje (en 1502 para explorar Cuba, Honduras, Costa Rica, Panamá y Jamaica)... y que el hermano de Colón, degenerado desde relativamente joven, tenía unos 60 años de edad, padeciendo en vida muchos problemas de salud debido a la osteoporosis tan grave que padecía, así como a una artrosis muy avanzada y a una artritis que le anquilosaba la mano derecha y por la que tenía soldados los huesos de dicha articulación.

Los restos indican que 

Diego Colón fue un hombre que pasó muchas penalidades porque las vértebras muestran hundimientos considerables.

Los estudios para confirmar que en la tumba de Sevilla se hallan los restos del Almirante dieron resultado positivo al ser comparado el ADN de los mismos con el procedente de los restos autentificados de Diego Colón. En cuanto a los que están en América, no se han podido efectuar las pruebas por diferentes problemas. Se estima que seguramente ambas tumbas contengan restos auténticos de Cristóbal Colón, ya que los que reposan en Sevilla son muy escasos.

### Desaparición
El 23 de mayo de 2005 el conservador del Museo Pickman, Carlos Bayarri, recogió los restos de Diego de Colón después de que hubieran acabado los estudios de autentificación de los mismos y los llevó de vuelta a Salteras. En 2006 fueron ubicados en una urna de cerámica fabricada por la propia empresa.
El 29 de diciembre de 2009, la presidenta del comité de empresa de La Cartuja-Pickman denunció ante la Guardia Civil a Emilio Portes Fernández, dueño de la empresa, por haberse llevado la urna con los restos de Diego Colón. Los hechos habrían tenido lugar cinco días antes. Por esta época la empresa estaba inmersa en un expediente de regulación de empleo que se saldó con el despido de la mayoría de la plantilla y el cierre de la fábrica. El incriminado desmintió su autoría cuando el caso salió a la luz pública en 2016.
La urna con los restos no figura en el inventario de los bienes de la colección de arte de la empresa, realizado entre 2010 y 2011. Emilio Portes vendió la empresa en 2011 y sus nuevos dueños aseguran no tener la urna.